# Liste des élections législatives françaises sous la Troisième République
Dix-sept élections législatives ont eu lieu pendant la Troisième République française afin d'élire d'abord l'Assemblée nationale monocamérale en 1871 puis la Chambre des députés, chambre basse du Parlement après l'adoption des lois constitutionnelles de 1875.
Le droit de vote est accordé à tous les hommes de plus de 21 ans à l'exclusion de certaines catégories comme les militaires. 
Le mode de scrutin a changé au fil du temps. Les majorités ont été souvent instables, entrainant des revirements d'alliance au cours des législatures et de fréquents changements de gouvernement.